# La Fura dels Baus

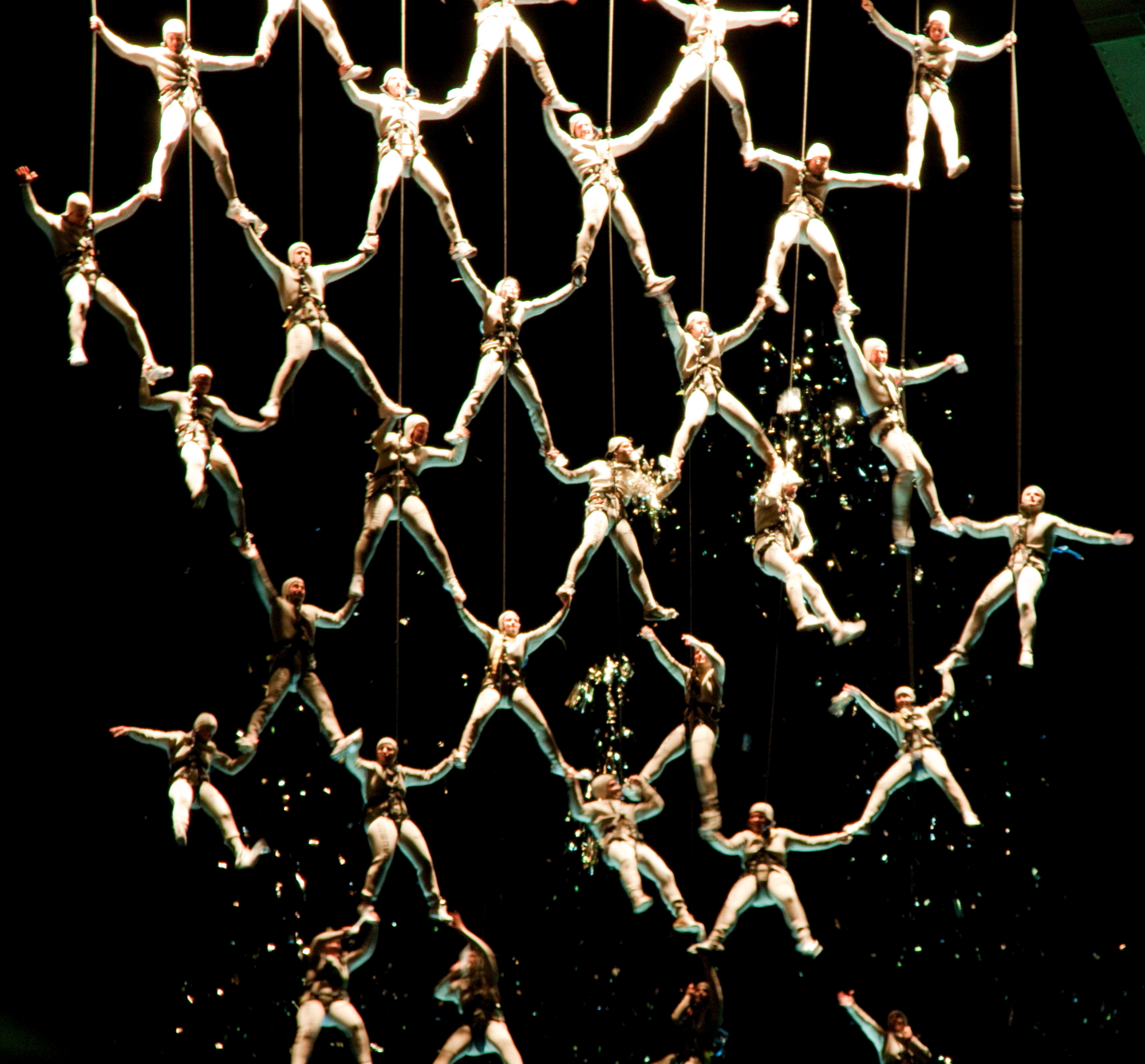
La Fura dels Baus durante un'esibizione nel 2009

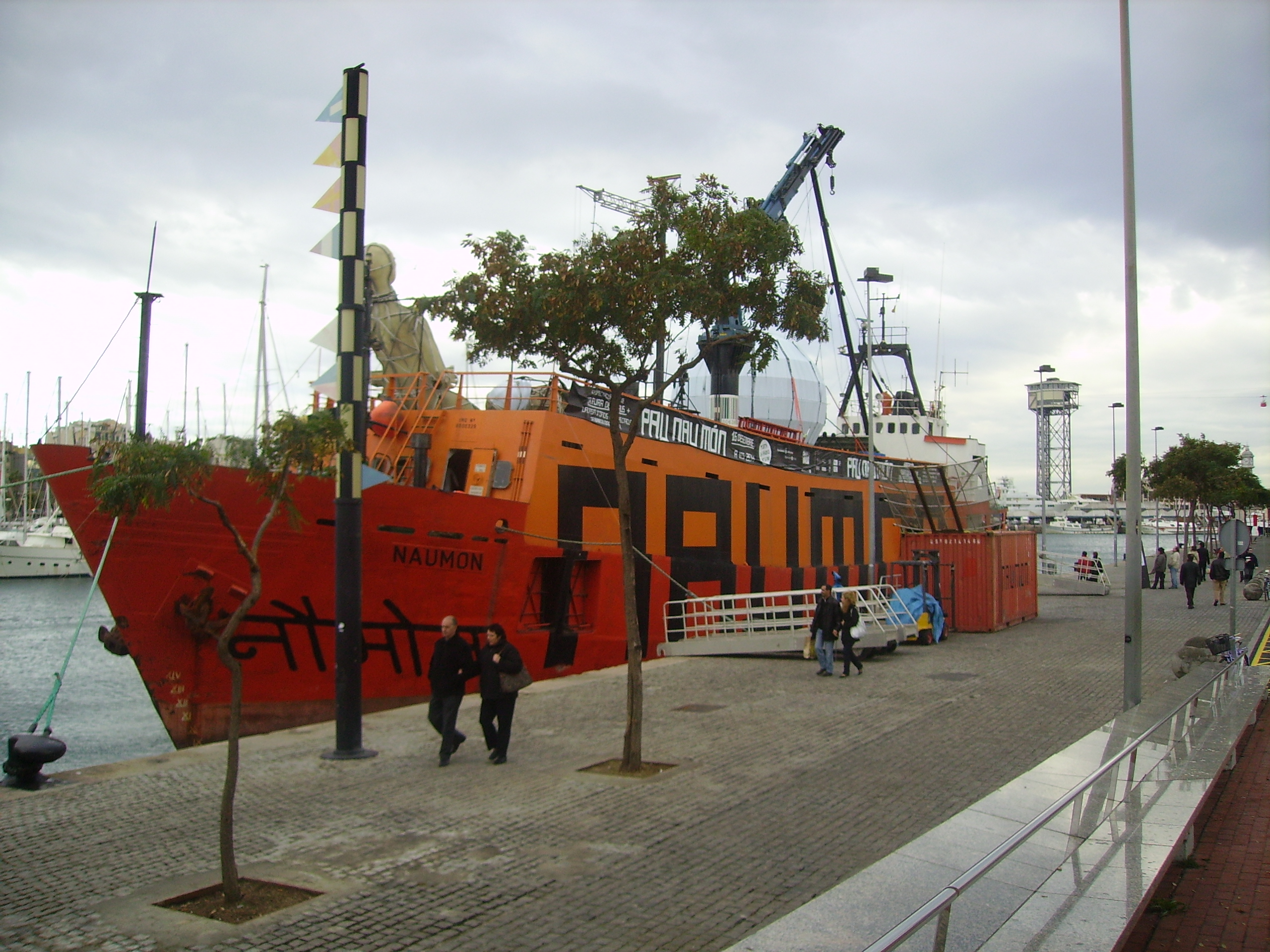
Il Naumon, la nave de La Fura dels Baus, presso il Port Vell di Barcellona

La Fura dels Baus è una compagnia teatrale spagnola originaria della regione Catalogna.

## Storia
Fondato a Barcellona nel 1979, da Marcel·lí Antúnez Roca, Quico Palomar, Carlus Padrissa e Pere Tantinya si definisce come un gruppo di teatro urbano che ricerca uno spazio scenico distinto da quello tradizionale. La base dei loro lavori è composta da una gamma di espedienti scenici che includono musica, movimento, utilizzo di materiali naturali e industriali, applicazione di nuove tecnologie, e il coinvolgimento diretto degli spettatori nello spettacolo. Il tutto dominato da una creazione collettiva, in cui l'attore e l'autore sono un'unica entità.
Nel corso degli anni novanta, la compagnia estende i suoi progetti artistici al teatro testuale, al teatro digitale, alla realizzazione di grandi eventi, e ad altre attività.
Aziende come Pepsi o Mercedes Benz li hanno impiegati per "azioni" promozionali.
Fedele ai suoi principi di creazione partecipativa, la Fura sviluppa progetti attraverso internet, come Work in progress 97, spettacolo nel quale si univano scene che si svolgevano simultaneamente in diverse città, in un ambito di teatro digitale.
Da ultimo si è addentrata anche nell'industria cinematografica, con la pellicola Faust 5.0.
La Fura dels Baus ha anche al suo attivo incisioni musicali come gruppo rock.

## Nome
In catalano, Fura dels Baus significa Furetto di Baus. Baus è il nome di un luogo di Moià, un piccolo paese della provincia di Barcellona da cui provengono i fondatori del gruppo.

## Le rappresentazioni

### Il teatro
Le rappresentazioni della compagnia catalana, di impianto radicale e anticonformista, sono azioni teatrali estreme, installazioni provocatorie, oppure lavori teatrali più completi, sempre volti alla stimolazione del pubblico, cercando di provocarne spesso lo shock emotivo. Sono stati denominati dal giornale tedesco Neue Musikzeitung teppisti della subcultura (il termine tedesco, "Subkulturrabauken" è un neologismo).
Tra i vari spettacoli, premiati in diverse occasioni, si fanno notare Accions (1983), Suz/o/Suz (1985), Tier Mon (1988), Noun (1990), Manes (1996), Simbiosis (1997), Faust 3.0 (1998), OBS (2000), XXX (2002), Metamorfosis, (2005-6), Imperium (2007-8), Boris Godunov  (2008).
La Fura dels Baus ha realizzato la cerimonia di apertura dei Giochi olimpici di Barcellona del 1992.

### L'opera
Con Atlantide di Manuel de Falla e Il martirio di San Sebastiano di Claude Debussy la compagnia si è addentrata nel mondo dell'opera. La Fura ha preparato una messa in scena de La Dannazione Di Faust di Hector Berlioz per il Festival di Salisburgo del 1999.
Nel 2005 la Fura ha preparato Al-Mariyat Bayyanna, la cerimonia di apertura dei
XV Giochi del Mediterraneo di Almería.
Metamorfosis, presentato in Italia nel 2006, è una pièce tratta dall'omonima opera di Franz Kafka, liberamente interpretata secondo il linguaggio scenico caratteristico del gruppo.
A partire dal 2007, sono presenti al festival del Maggio Musicale Fiorentino dove saranno impegnati nell'allestimento di Der Ring des Nibelungen di Richard Wagner nel corso di tre anni: le prime due opere della tetralogia wagneriana (Das Rheingold e Die Walküre) sono andate in scena al Teatro del Maggio Musicale Fiorentino di Firenze nel giugno del 2007. La terza giornata (Siegfried) è stata rappresentata nel novembre del 2008 e l'ultima giornata (Götterdämmerung) nel maggio del 2009.
Tutte e quattro le opere saranno al Teatro del Maggio Musicale Fiorentino, eseguite dall'Orchestra del Maggio Musicale Fiorentino diretta da Zubin Mehta.
A La Fura dels Baus è stato conferito nel 2008 il Premio Franco Abbiati della critica musicale italiana (riconoscimento per la stagione 2007).
Curano invece nel 2013 la regia e la scenografia di Aida, all'Arena di Verona, opera che apre il Festival lirico areniano nel suo anno del centenario, spettacolo ripreso l'anno successivo.
Al Teatro dell'Opera di Roma allestiscono nel 2009 Le Grand Macabre di György Ligeti con Chris Merritt, nel 2013 Samson et Dalila con Olga Borodina e Aleksandrs Antonenko, e nel 2017 Il trovatore.
Al Teatro alla Scala allestiscono nel 2010 il Tannhäuser di Wagner con Anja Harteros, Robert Dean Smith e la direzione di Zubin Mehta.